# Stade du miroir

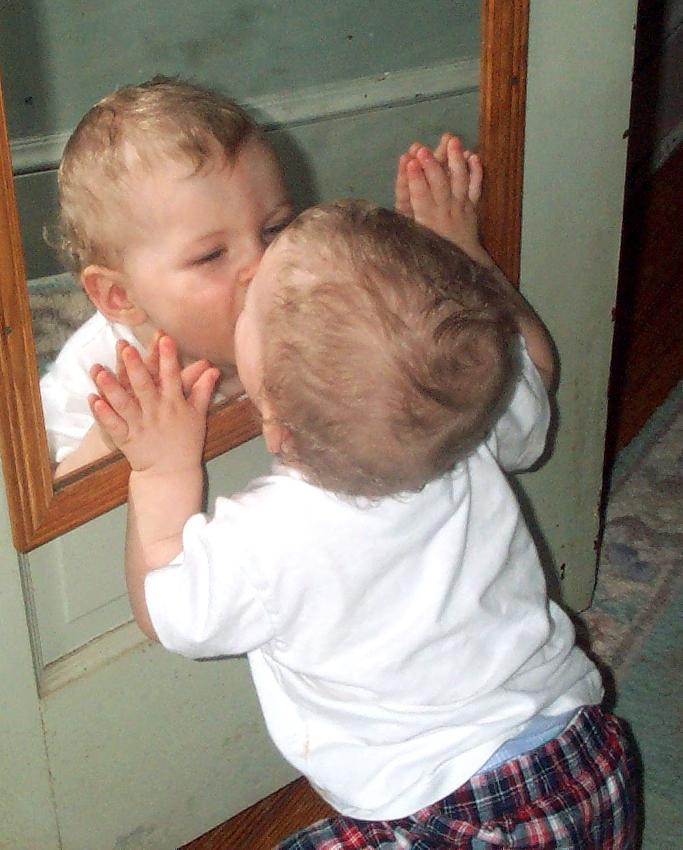
Un enfant se regardant dans le miroir.

Le stade du miroir est un stade dans le développement psychologique où apercevoir son image dans le miroir amène l'enfant à prendre conscience de son corps et à le distinguer des autres corps. L'un des premiers à étudier ce stade est le psychologue français Henri Wallon ; il sera suivi de René Zazzo, Jacques Lacan, Donald Winnicott et Françoise Dolto. Ce stade est introduit dans la théorie psychanalytique par Jacques Lacan, et repris ensuite par Donald Winnicott et Françoise Dolto. Cette réflexion cherche à préciser comment la conscience de soi se crée et fonctionne à partir de son image spéculaire.

## Le stade du miroir chez Henri Wallon
Le « test du miroir » a d'abord été décrit par le psychologue français et ami de Lacan Henri Wallon, en 1931, bien que Lacan attribue sa découverte à James Baldwin. Henri Wallon a été le premier psychologue à relever l'importance du miroir dans la construction psychologique de l'enfant. Il développe ce sujet dans son livre Les Origines du caractère chez l'enfant. Pour lui, l'enfant se sert de l'image extériorisée du miroir afin d'unifier son corps. Ce processus se déroule lors du stade émotionnel proposé par Wallon (6 à 12 mois). Cet auteur a également décrit le comportement de l'enfant face à l'image reflétée, de lui-même et de son entourage proche, notamment celle de sa mère.
René Zazzo mettra en évidence les quatre grandes étapes de cette description :
- Reconnaissance de l'image de l'autre ;
- L'enfant prend son image pour un autre enfant : « C'est ainsi que, dans sa 61e semaine, [l'enfant] touche, frappe, lèche son image dans le miroir, joue avec elle comme avec un comparse »[4] ;
- Malaise devant son reflet : L'enfant « s'en détourne [du miroir] obstinément. Même jeu la semaine suivante avec une photographie sous verre, dont le petit format rend bien improbable qu'il ait pu la confondre réellement avec l'image spéculaire »[4] ;
- Identification de l'enfant à son image.

## Le stade du miroir pour Jacques Lacan

### La conscience du Je

Le Moi est sous-tendu entre deux signifiants, et le Je est l'ensemble des Moi

Le terme « stade du miroir » a été réutilisé par Jacques Lacan  à Marienbad en 1936 lors du congrès psychanalytique international de l’Association psychanalytique internationale.
Il a détaillé une première fois le stade du miroir  dans l'article « Le complexe, facteur concret de la psychologie familiale » paru en 1938, à la demande d'Henri Wallon, dans l'Encyclopédie française, plus précisément dans le volume VIII (La Vie mentale), puis dans une communication faite au XVIe Congrès international de psychanalyse, à Zurich, le 17 juillet 1949 : Le stade du miroir comme formateur de la fonction du Je telle qu'elle nous est révélée dans l'expérience psychanalytique.
Ainsi, pour Lacan, ce stade est le formateur de la fonction sujet, le « je », de l'enfant âgé de 6 à 18 mois. Mais cette fonction ne peut se mettre en place que par la présence de l'autre. En effet, dire « je » indique une opposition à l'autre. Le sujet est donc social, il a besoin de l'autre pour se constituer.
Selon Élisabeth Roudinesco, « le stade du miroir est ainsi le moment ou l'état durant lequel l'enfant anticipe la maîtrise de son unité corporelle par une identification à l'image du semblable et par la perception de son image dans un miroir. »
À un stade où l'enfant a déjà fait, sur le mode angoissant, l'expérience de l'absence de sa mère, le stade du miroir manifesterait la prise de conscience rassurante de l'unité corporelle et, selon Lacan, la jubilation de l'enfant au plaisir qu'il a de contempler l'image de son unité, à un moment où il ne maîtrise pas encore physiologiquement cette unité. Ce vécu du morcellement corporel, et le décalage que provoque cette image spéculaire entière, permettent l'identification de l'enfant à son image, identification qui n'est qu'une anticipation imaginaire aliénante.

### Le rôle de l'Autre

Version finale du schéma du stade du miroir selon Lacan. S barré : le sujet divisé. M (miroir) : A : le grand Autre. C : le corps propre. a : l'objet du désir. i'(a) : moi idéal. S : sujet de l'imaginaire. I : idéal du moi.

Ultérieurement, Lacan a développé un aspect important du stade du miroir, en y introduisant une réflexion sur le rôle de l'Autre. Dans l'expérience archétypique du stade du miroir, l'enfant n'est pas seul devant le miroir, il est porté par l'un de ses parents qui lui désigne, tant physiquement que verbalement, sa propre image. Ce serait dans le regard et dans le dire de cet autre, tout autant que dans sa propre image, que l'enfant vérifierait son unité. En effet, l'enfant devant le miroir reconnaît tout d'abord l'autre, l'adulte à ses côtés, qui lui dit « Regarde, c'est toi ! », et ainsi l'enfant comprend « C'est moi ».
Le regard va donc être un concept fondamental pour Lacan puisque c'est lui qui va permettre à cette identification au semblable d'évoluer. Sans entrer dans les détails de l'ouvrage d'Henri Bouasse, Optique et photométrie dites géométriques (Paris, Delagrave, 1934) repris dans Remarques sur le rapport de Daniel Lagache (plus connu sous le nom de l'expérience du « bouquet renversé »), on peut résumer le problème du regard chez Lacan autour d'un constat : 
« L'image de mon corps passe par celle imaginée dans le regard de l'autre ; ce qui fait du regard un concept capital pour tout ce qui touche à ce que j'ai de plus cher en moi et donc de plus narcissique. »
Cette période est également la mise en place de l'objet source de désir de l'enfant. Il va le choisir en se référant à l'objet de désir de l'autre.

### Stade du miroir et Idéal du Moi
La prématuration biologique de l'enfant humain favorise la capture de son psychisme par l'image spéculaire (image du miroir), dont la complétude apparente lui permet d'anticiper imaginairement cette maturation physiologique qui lui manque. L'illusion ne se maintient que si le regard de la Mère (qui à ce stade incarne le grand Autre, c'est-à-dire le réseau des signifiants, le lieu de la détermination signifiante du sujet) confirme l'enfant dans cette reconnaissance imaginaire.
Dès lors, l'image spéculaire (Moi idéal) sert de modèle à la constitution du Moi du sujet, consacrant définitivement la confusion entre l'autre imaginaire (le semblable, le petit autre) que le sujet sera amené à rencontrer, et le grand Autre (trésor du signifiant) qui est le véritable moteur de la structure. La prégnance de ce premier leurre permet de comprendre comment les détails constitutifs de l'image du corps vont être réutilisés et rationalisés par le Moi dans une réinterprétation mythique de la structure réelle.

### La théorie du stade du miroir dans l’œuvre de Lacan
Après avoir formulé très tôt le concept du stade du miroir, Lacan a retravaillé toute sa vie sur ce concept, même si, plus tard, il l’a regroupé de façon plus générale sous le concept de l'imaginaire. Dans le cadre de ses travaux ultérieurs, il a corrigé certains biais de sa conception d'origine, envisageant moins  le stade du miroir comme une étape nécessaire dans le développement de l’enfant que comme la base de la Constitution d’un sujet, divisé entre le Je, le sujet de l'inconscient, et le Moi, l’instance qui relève de l'image et du social. En définitive, on peut résumer l'importance de ce stade du miroir, pour Lacan, comme suit :

« Tout d'abord, il contient une valeur historique car il marque un tournant décisif dans le développement intellectuel de l'enfant. D’un autre côté, il représente une relation libidinale essentielle à l'image du corps » »

— Lacan en  1951, cité par Dylan Evans, dans son Dictionnaire d'introduction de la psychanalyse lacanienne .

## La différence de Françoise Dolto

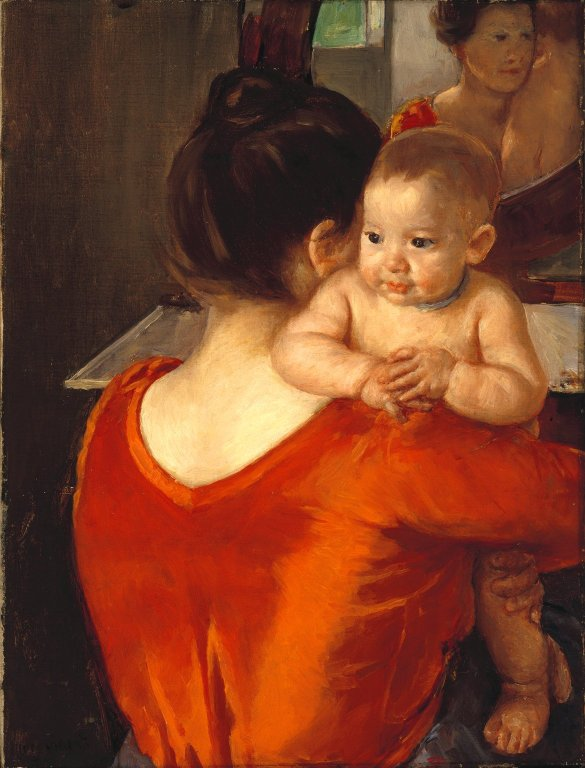
Tableau de Mary Cassatt, Femme en corsage rouge et son enfant.

La différence de Dolto peut se décliner en trois points.
- Le type de surface du miroir : Alors que pour Lacan le miroir est une surface plane réfléchissante, pour Dolto il est une surface psychique omniréfléchissante. C’est-à-dire que le miroir n'est pas que l'image scopique, mais peut tout aussi bien être la voix ou toute autre forme sensible.
- Le type d'image pré-spéculaire : Alors que Lacan y voit une image morcelée du corps de l'enfant, Dolto parle de cohésion du corps autour des références olfactives et viscérales, qu'elle appelle narcissisme primordial. Pour Dolto, le sujet pré-spéculaire existe dès la conception, comme elle le développe dans son concept d'image inconsciente du corps (IIC). C'est pour cela que, pour elle, le stade du miroir est certes un structurant symbolique, réel et imaginaire, mais il est surtout l'inscription définitive du sujet dans son corps biologique, une fin, et non un début.
- La réaction affective de l'enfant face à son image : Pour Lacan l'enfant jubile, alors que Dolto affirme que l'enfant souffre de cette castration symboligène, passant de l'image inconsciente du corps à l'assujettissement de celle-ci à l'image réfléchie.

## La différence chez Melanie Klein
Melanie Klein se démarque également de Lacan sur plusieurs points :
- Le regard de l'autre pour se reconnaître : J'ai besoin de l'autre pour me reconnaître, car c'est toute la relation que l'autre a avec lui-même qui va permettre à l'image de mon corps de s'exprimer ou pas ; c'est en ce sens que l'enfant peut s'avancer avec enthousiasme vers l'autre et, à la suite d'une réflexion moqueuse de cet autre, être déçu ; en conséquence de ne plus vouloir se montrer sous le même jour à l'autre[7].
- Être ou vouloir être : L'autre ou le sujet se voit en moi, dans ce qu'il n'est pas et désire être, c'est tout le processus du désir qui est en jeu[note 2]. Mais s'il désire être ce qu'il n'est pas, c'est parce qu'il ne l'est pas justement qu'il le désire. Il ne veut donc pas l'être, pas plus qu'il ne désire que l'autre le soit réellement. D'où le sens énigmatique de la phrase de Lacan dans sa réponse à M. Safouan dans son séminaire sur les quatre concepts fondamentaux de la psychanalyse, à la fin du chapitre 8 : « Le sujet se présente comme autre qu'il n'est et ce qu'on lui donne à voir n'est pas ce qu'il veut voir. »
- Là où je le vois ... :  c'est dans un regard imaginé par moi. Si par exemple je montre au sujet quelque chose que je ne devrais pas lui montrer parce que j'ignore que ça va heurter sa morale, alors le sujet en question va se mettre en colère. Ce que le sujet aura vu, c'est ce que je lui aurai montré, mais il ne pourra pas voir sa propre colère comme je la vois, bien qu'il ait ressenti toute sa colère après coup en lui. Sa colère est celle que j'imagine dans son regard.
Cette colère, je pourrais par exemple la voir dans un rêve, sous la forme de son corps à l'envers, soit l'image de son corps inversée. Selon l'expression « la colère l'a retourné » .
- ... c'est aussi là où je me vois : Or moi, ce que je montre à l'autre, c'est ce que je désire montrer de moi mais que je ne peux pas encore exprimer autrement qu'en le montrant à cet autre moi-même qu'est l'autre : ce semblable que j'aperçois pour la circonstance en colère et sous la forme d'un corps à l'envers n'est autre que l'image de mon propre corps à l'envers, projetée sur lui et imaginée par moi.
- Mais encore : Finalement, ce que l'autre veut voir en moi dépend de ce qu'il accepte ou refuse avec tous les degrés intermédiaires que cela comporte et de sa capacité à l'assumer, de voir comme un autre lui-même, en moi. Si le sujet ne veut pas voir ce que je lui donne à voir, c'est justement qu'il se représente autre qu'il n'est et sa façon de se représenter a largement à voir avec son Surmoi.

## La lecture anthropologique
Le stade du miroir se présente comme un modèle universel, atemporel et transculturel. Or, la figure introduit un support, le miroir, qui n’a pas existé partout et de tous temps. La médiation de l’instrument est escamotée dans le raisonnement parce que ce qui compte, c’est le reflet. Le sujet dialogue avec son reflet et avec les autres, mais le miroir est, en quelque sorte, transparent à l’expérience, du fait 1. de son exactitude (on voit le reflet mais on ne voit pas le miroir), et 2. de sa large diffusion dans nos sociétés qui rend quotidienne l’expérience de notre rapport au miroir.
Jean Duvignaud est peut-être le premier à poser explicitement le problème de l’épaisseur du medium en se demandant si les sociétés privées de miroir ont une expérience différente de leur image de soi. Le miroir est connu chez les anciens sous forme de plaques de métal poli. Ce que l’on perçoit de soi sur ces surfaces est imprécis : silhouettes, spectres, fantômes… La dissemblance d’avec la réalité souligne davantage l’altérité de l’image, qui pourrait être celle d’un double. Les miroirs sont des lieux habités par des fantômes, ils nourrissent les contes : la marâtre de Blanche-Neige de parle pas à son reflet, mais à son miroir. Par ailleurs, seules les élites disposent de cet instrument ; la majorité de la population construit son moi autrement, à partir de ce que lui renvoie le regard des autres, du groupe social.
Le miroir vénitien que nous connaissons est une invention de la Renaissance, et jusqu’à la fin du XIXe siècle, les gens n’en ont qu’une expérience occasionnelle. Patrick Schmoll explore les effets invisibles du miroir exact comme medium daté historiquement et culturellement, en soulignant que sa progressive diffusion à l’ensemble de la société est contemporaine de l’affirmation moderne du moi et du développement de l’individualisme. Or, si l’on admet que les formes du moi dépendent des dispositifs spéculaires et spectaculaires qui en permettent la construction, ce constat permet aussi d’évaluer la révolution anthropologique qu’introduit depuis la fin du XXe siècle la multiplication de dispositifs spéculaires concurrents du miroir, qui fournissent au sujet une représentation de lui-même accessible tout aussi quotidiennement : autoportrait photographique (selfie), vidéo, webcam, réseaux sociaux…
De nos jours, l’enfant ne découvre plus seulement son image à travers le miroir, mais aussi à travers les écrans. L’identité ne s’attache plus à un seul type de représentation, ni à un seul support, et il est possible de jouer du passage des uns aux autres. Serge Tisseron et Bernard Stiegler pensent que les jeunes qui ont grandi avec les écrans n’accordent pas les mêmes fonctions que leurs parents aux images : ils savent que ces dernières sont fausses, construites, et par conséquent l’exposition d’images y compris intimes sur les réseaux ne porte pas autant à conséquence que nous pourrions le penser, car il ne s’agit que d’images, pas d’eux-mêmes.